# Winchester (Idaho)
Pour les articles homonymes, voir Winchester.
Winchester est une ville américaine située dans le comté de Lewis en Idaho. Elle doit son nom aux carabines Winchester.
Selon le recensement de 2010, Winchester compte 340 habitants. La municipalité s'étend alors sur 0,18 mille carré (0,47 km2).